# چوپان

چوپان مزدور اثر ویلیام هولمن هانت

چوپان، هم‌معنی با چوبدار و به تاجیکی ده مرده، سرپرست گله چارپایان را می‌گویند. به رمه‌بان گاوها، گاویار یا گاوبان گفته می‌شود و به کار یک گاویار، گاویاری گفته می‌شود. چوپانی یکی از قدیمی‌ترین پیشه‌های انسانی است و در حدود ۶ هزار سال پیش در آسیای کوچک آغاز شد.

## ریشه‌شناسی

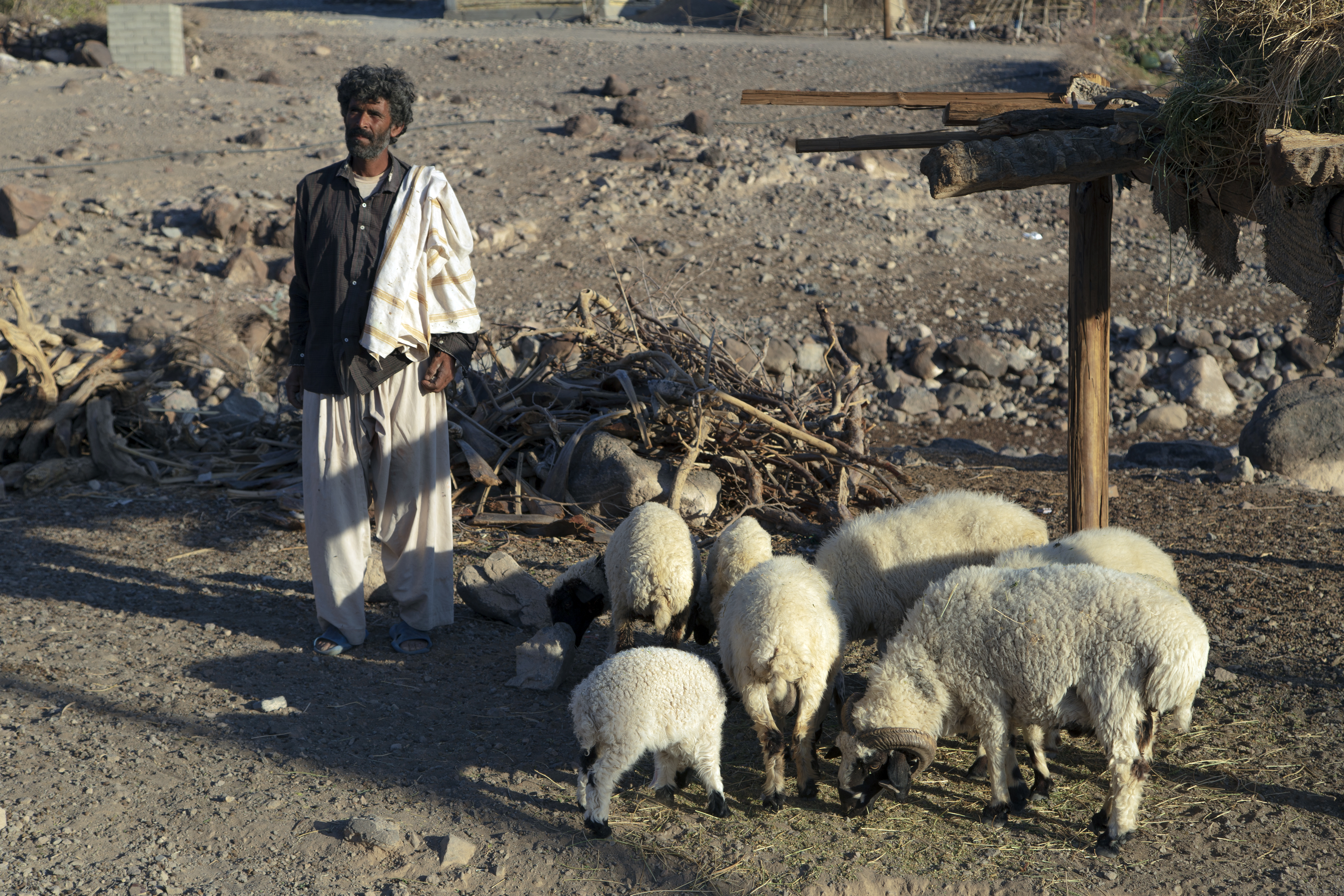
چوپان یک گله کوچک گوسفند در سیستان و بلوچستان ایران

چوپان هم ریشه با واژهٔ شبان است. در زبان فارسی میانه شوپان بوده و به معنی نگهبان گاوان و گوسپندان است.